# Lee Dorsey
Irving Lee Dorsey (Nueva Orleans, Luisiana; 24 de diciembre de 1924-1 de diciembre de 1986) fue un cantante estadounidense de rock and roll y rhythm and blues. Alcanzó su mayor popularidad durante la década de 1960, sus principales éxitos fueron «Ya Ya» (1961) y «Working in the Coal Mine» (1966). Gran parte de sus canciones fueron producidas por Allen Toussaint con el respaldo musical de The Meters.

## Carrera
Dorsey nació en Nueva Orleans, Luisiana y fue amigo de la infancia de Fats Domino. Su familia se mudó a Portland, Oregón cuando tenía diez años. Se desempeñó en la Armada de los Estados Unidos durante la Segunda Guerra Mundial y tuvo una breve carrera como boxeador profesional. Peleó como peso pluma en Portland a principios de la década de 1950 bajo el nombre Kid Chocolate. Regresó a Nueva Orleans en 1955, donde abrió un negocio de reparación de automóviles, además de cantar en clubes nocturnos.
Su primera grabación fue «Rock Pretty Baby / Lonely Evening» en el sello Rex de Cosimo Mattasa, en 1958. A esta le siguió «Lottie Mo / Lover of Love», producido por Allen Toussaint, para el sello Valiant en 1960 (recogido por ABC Paramount en 1961). Estos sencillos no tuvieron éxito, pero a fines de 1960 fue descubierto por Marshall Sehorn, quien le aseguró un contrato con Fury Records. Después de conocer al compositor y productor Allen Toussaint en una fiesta, Dorsey grabó «Ya Ya», inspirado en una canción infantil. La canción llegó al número siete en el Billboard Hot 100 en 1961, vendió más de un millón de copias y recibió un disco de oro. Aunque su seguimiento «Do-Re-Mi» también llegó a las listas, los lanzamientos posteriores en Fury no tuvieron éxito. Dorsey volvió a dirigir su negocio de reparaciones, pero también grabó sencillos en los sellos Smash y Constellation en 1963 y 1964.
Toussaint se le acercó de nuevo y grabaron su canción «Ride Your Pony» para el sello Amy, una subsidiaria de Bell Records. La canción alcanzó el número siete en la lista de sencillos de R&B a finales de 1965, y la siguió con «Get Out of My Life, Woman», «Working in the Coal Mine», su mayor éxito pop, y «Holy Cow», todas llegaron a las listas de éxitos tanto en los EE. UU. como en el Reino Unido. Dorsey realizó una gira internacional y también grabó un álbum con Toussaint, The New Lee Dorsey en 1966. En 1970 colaboraron en el álbum Yes We Can, cuya canción homónima fue la última entrada de Dorsey en la lista de sencillos de Estados Unidos. Años después fue un éxito para The Pointer Sisters bajo el título «Yes We Can Can». Ante la caída de ventas, Dorsey regresó a su negocio de automóviles.
En 1976, Dorsey apareció en el álbum I Don't Want to Go Home de Southside Johnny & Asbury Jukes, que lo llevó a realizar más grabaciones con ABC Records, incluido el álbum Night People. En 1980, abrió para la banda de punk inglesa The Clash en su gira de conciertos por Estados Unidos, y también realizó una gira en apoyo de James Brown y Jerry Lee Lewis. Dorsey desarrolló enfisema pulmonar y murió el 1 de diciembre de 1986 en Nueva Orleans, a la edad de 61 años.

## Discografía

### Álbumes de estudio
- Ya Ya (1962)
- Ride Your Pony - Get Out of My Life Woman (1966)
- The New Lee Dorsey - Working in the Coalmine (1966)
- Yes We Can (1970)
- Night People (1978)
- All Ways Funky (1982)